# Villa la Angostura
Villa la Angostura este un oraș în provincia Neuquén, Argentina. 